# 黃鰭科利特蟾魚
黃鰭科利特蟾魚（学名：Colletteichthys flavipinnis），為輻鰭魚綱蟾魚目蟾魚科科利特蟾魚屬的其中一種。其种加词“flavipinnis”意为“黄色的鳍”。